# تويوتا بوبليكا
تويوتا بوبليكا هي سيارة مدمجة من صناعة تويوتا أنتجت في 1961 وتوقف إنتاجها في 1978.

## معرض صور

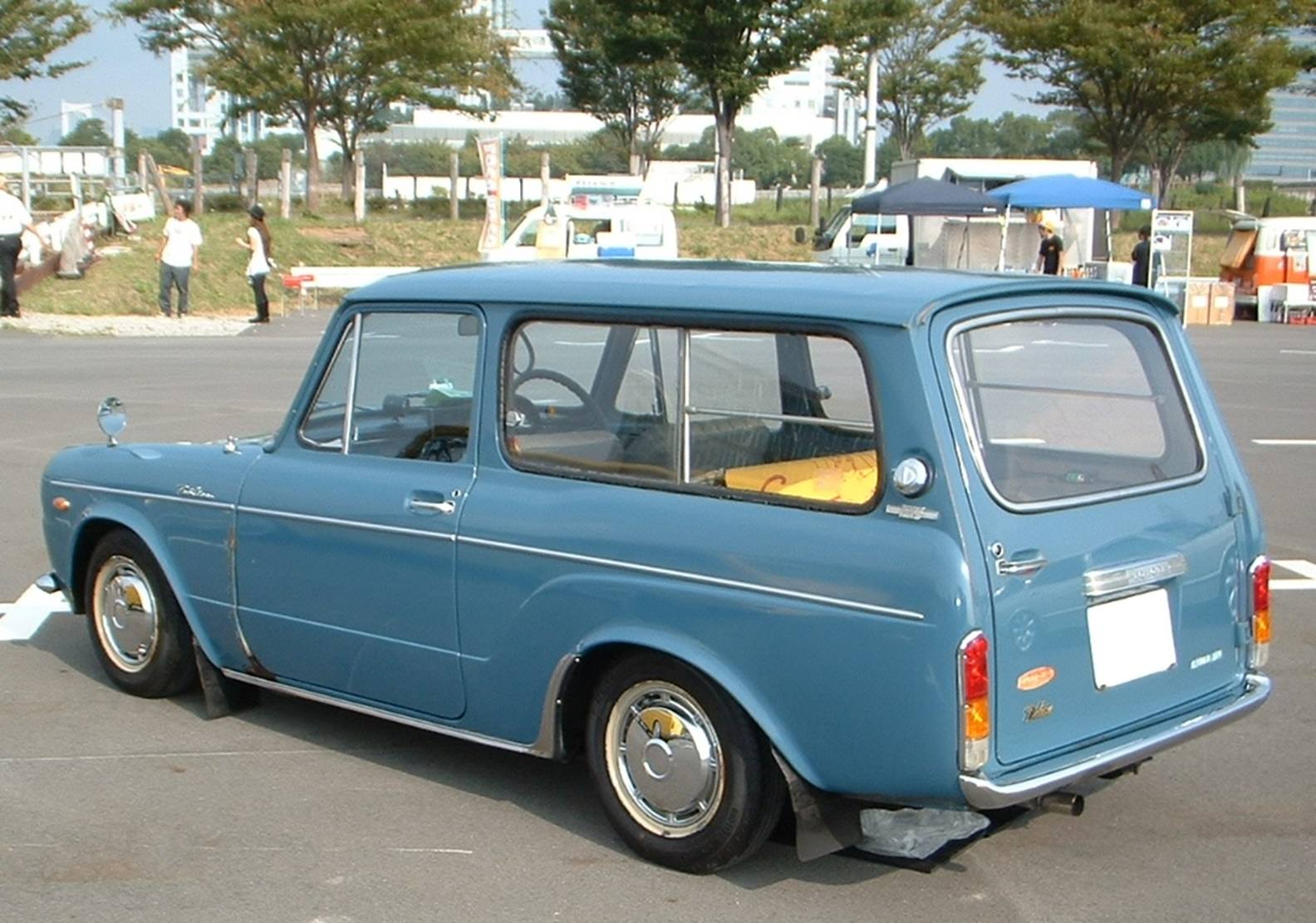
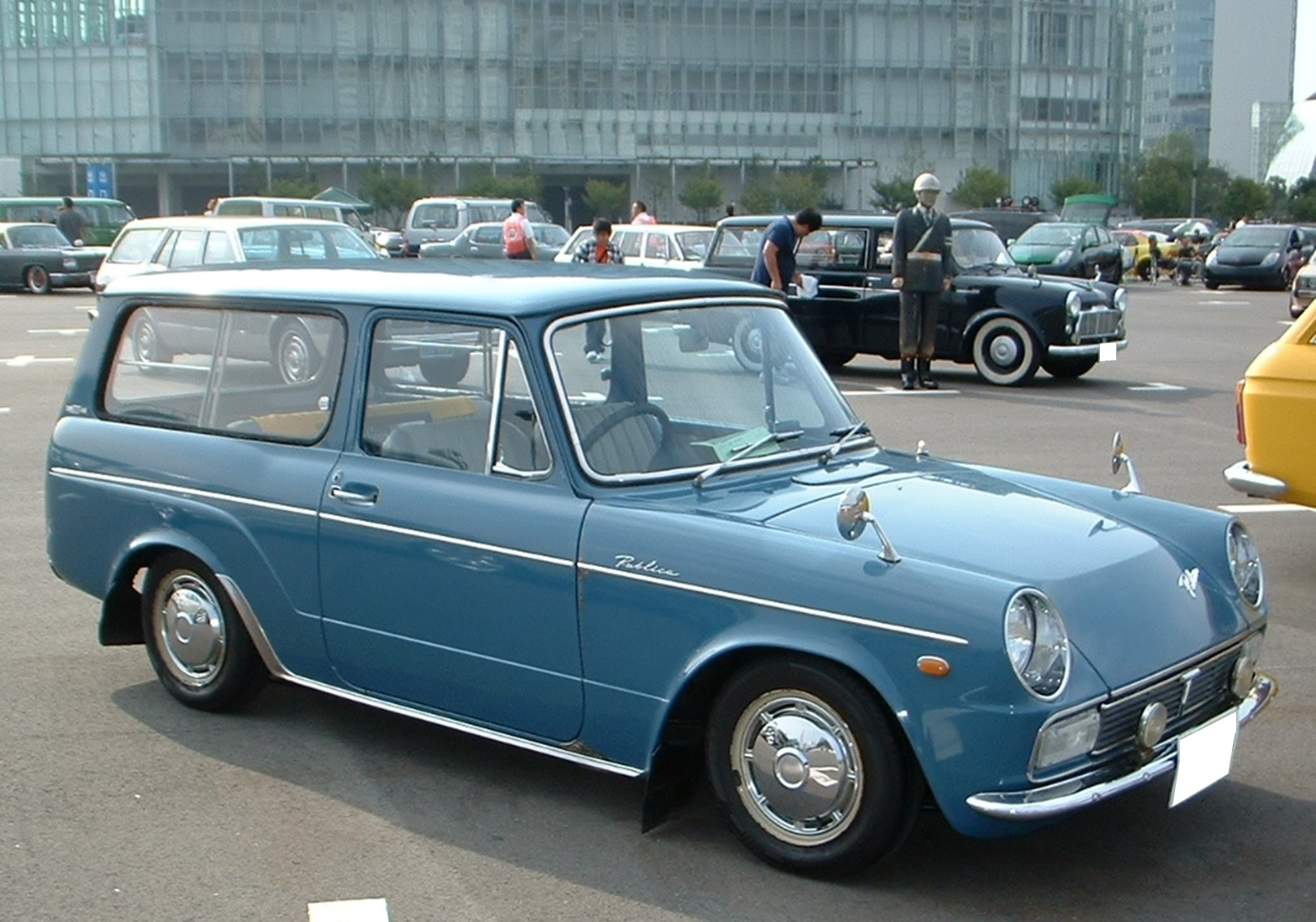
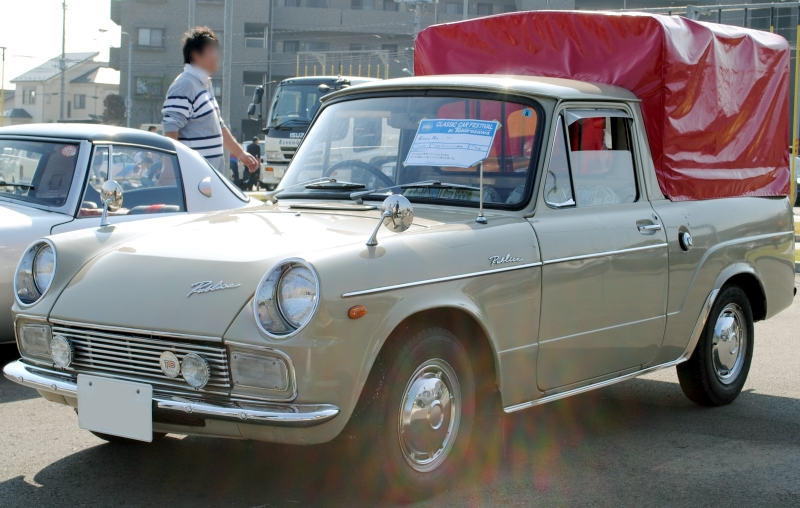
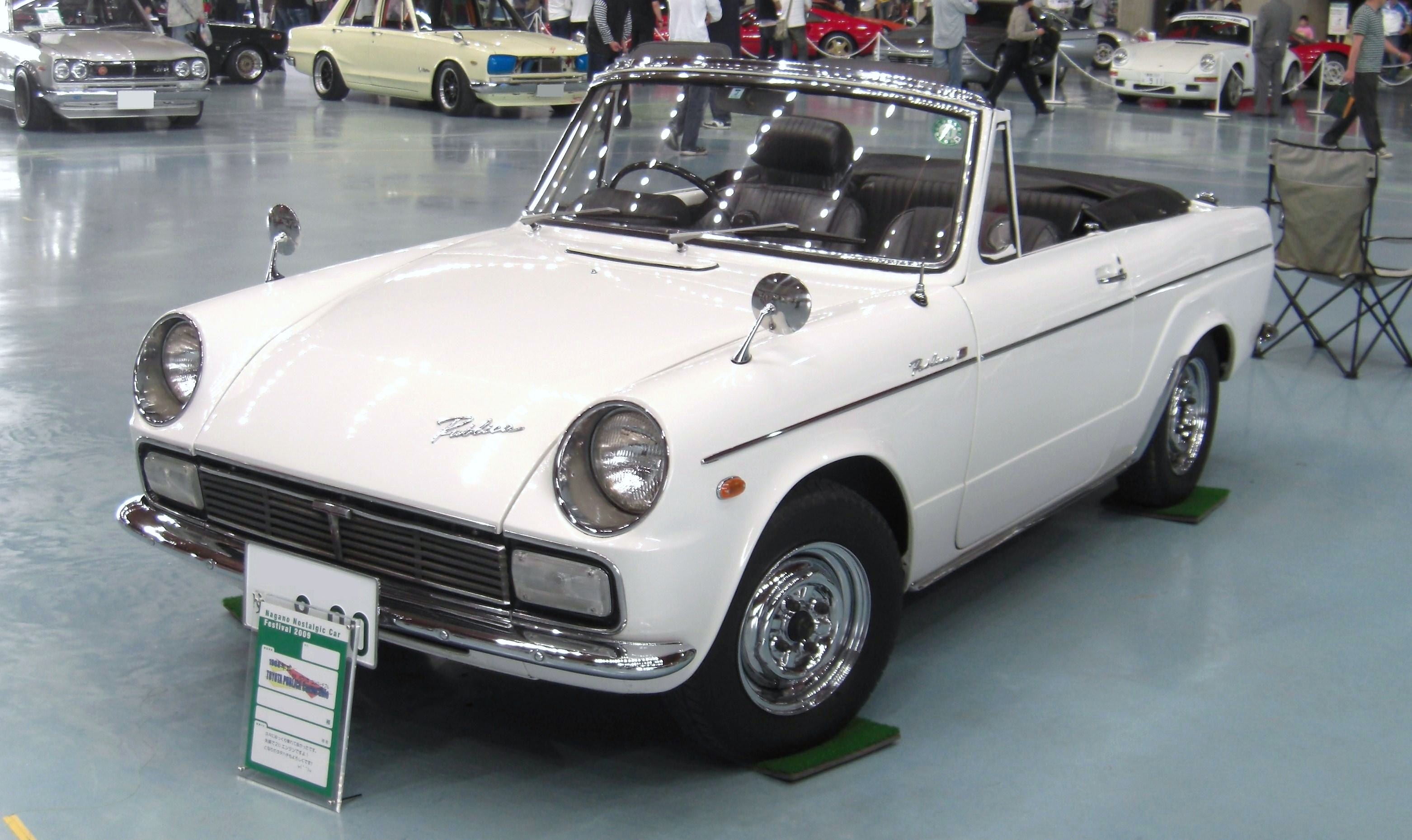